# Hôtel Papin
L'Hôtel Papin est une ancienne maison bourgeoise aujourd'hui disparue située à Mont-de-Marsan, préfecture du département français des Landes.

## Présentation
Le bâtiment, datant du XVIIe siècle, occupait le n°20-22 de la rue Armand-Dulamon. Il porte le nom d'un de ses propriétaires, Jean-Baptiste Papin, avocat et receveur des finances, élu en 1797 au conseil des anciens, puis député des Landes au corps législatif en 1799, et enfin sénateur en 1805, dont le cœur est enterrée au Panthéon. L'édifice est également connu sous le nom d'hôtel de Guilloutet puis de « Siège de l'Etoile », du nom du club L'Étoile Sportive Montoise.

### Architecture
Avec l'hôtel Brettes, situé dans la même rue, l'hôtel Papin était l'un des rares de la ville à être construit entre cour et jardin selon les critères architecturaux du XVIIe siècle en France. Ses dispositions étaient simples : un bâtiment central avec un rez-de-chaussée, un étage percé de trois grandes baies encadrées de pierre et des combles, le tout encadré par deux ailes.

### Historique
A la fin du XVIIIe siècle, cet hôtel particulier appartient à la famille d'Aon. Le  le 8 mai 1796, Jean-François-Marie d'Aon le cède à Jean-Baptiste Papin. Ce dernier y reçoit, le 13 avril 1808, alors qu'il se rend à Bayonne, l'empereur Napoléon Ier puis, quelques jours plus tard, le 26 avril, l'impératrice Joséphine allant retrouver son époux. Au décès de Jean-Baptiste Papin, son fils Joseph Dominique Papin hérite de la propriété, où il donne régulièrement de fastueuses réceptions faisant toujours l'objet d'un article dans le Journal des Landes. Le marquis de Cornulier loge dans l'aile gauche de l'hôtel Papin, de son arrivée dans les Landes en 1836 jusqu'à son décès le 16 juillet 1862. La veuve de Joseph Dominique Papin, décédé en 1841, et leurs trois filles, cèdent en date du 1er août 1862 de ce bien grevé d'hypothèque au marquis Adhémar de Guilloutet.
Au décès de ce dernier, il est acquis par le Syndicat des Agriculteurs des Landes puis, en 1954, par l’Association d'Instruction, d'Education et de Développement physique, intellectuel et moral de la Jeunesse de Mont-de-Marsan et abrite dès lors le siège de L'Etoile Sportive Montoise. Acquis par la ville de Mont-de-Marsan, il est démoli en 1994 pour permettre l'aménagement d'une aire de stationnement, l'actuel parking Dulamon.

### Séjour de Napoléon Ier
Le 12 janvier 1790, un vote fait de Mont-de-Marsan le chef-lieu à titre provisoire du futur département des Landes, décision qui prend effet le 4 mars 1790 au moment de la création des départements français. Ce choix controversé se fait au détriment d'autres communes, telles que Dax ou Saint-Sever, notamment grâce à l'action du député montois Antoine Dufau. Durant les années de la Révolution française (1789-1799), la ville change peu de visage en dépit de son nouveau statut, hormis la vente du couvent des Cordeliers en différents lots en 1797. Durant cette période, la continuité des services attachés à son rang de chef-lieu de département (justice, prison, conseil général, etc.) est assurée grâce au réemploi de bâtiments existants (château Vieux et couvents notamment).
Le 17 février 1800 est créée en France la fonction de Préfet. A Mont-de-Marsan, les premiers d'entre eux logent à titre personnel à partir du 22 novembre 1800 à l'hôtel Brettes, loué à cette fin par la municipalité. Le 13 avril 1808, Napoléon Ier fait étape à Mont-de-Marsan sur la route qui le mène à Bayonne, où il doit rencontrer les prétendants au trône d'Espagne. Le carrosse impérial venant de Bordeaux fait son entrée en ville à dix-neuf heures, accueilli par la foule venue le saluer. Pour l'occasion, la municipalité pare l'hôtel de ville de l'époque de l'inscription suivante : 
« Napoléon l'a dit, certes on peut le croire,
Le bonheur de son peuple est sa plus chère gloire ».
L'empereur choisit de s'arrêter non pas chez le Préfet mais chez le sénateur Jean-Baptiste Papin, dont la fille Adèle Duchâtel a été sa maîtresse entre 1804 et 1805. À son arrivée en ville, il se rend directement sur place. À 22 heures, il rédige trois lettres :
- une à Joachim Murat, son beau-frère et lieutenant-général en Espagne ;
- une à M. Nompère de Champagny, son ministre des relations extérieures ;
- une enfin au maréchal Bessières, commandant la garde à Burgos[12].

Le 14 avril 1808 à cinq heures du matin, il reçoit l'ensemble des corps constitués : le préfet des Landes Valentin-Duplantier, le maire de Mont-de-Marsan Antoine du Lyon, le curé de la paroisse, l'abbé Saint-Marc. Il fait des promesses sur le devenir des Landes, évoque la donation d'un million de francs pour l'aménagement de la section de la route impériale n°11 entre Bordeaux et Bayonne puis quitte la ville par le faubourg de Rigole à sept heures au son des cloches et des tirs d'artillerie, escorté par vingt-cinq échassiers landais. Trois mois plus tard, le 12 juillet 1808, il signe à Bayonne un décret impérial en faveur du développement des Landes. Concernant Mont-de-Marsan, dont le statut de chef-lieu de département n'est pas remis en cause :
- l'hébergement de l'empereur à l'hôtel Papin, faute de préfecture, permet au préfet Valentin-Duplantier d'obtenir la propriété de l'ancien couvent des Clarisses pour y construire l'hôtel de la préfecture des Landes ;
- le préfet obtient de l'empereur la donation du terrain de la Vignotte (ainsi nommé car planté d'une petite vigne, « vignotte » en gascon) situé sur les bords de la Midouze à Saint-Jean-d'Août à la Société d'agriculture, sciences, lettres et arts des Landes créée en 1798 et qu'il préside, pour y édifier son siège. Ce sera la rotonde de la Vignotte, qui ne sera jamais achevée ni utilisée à cette fin[11] ;
- le pont du centre, l'actuel pont Gisèle Halimi, ne fait à l'époque  que 2,4 mètres de large. Jugé trop étroit pour le passage des convois partant à la guerre d'indépendance espagnole, la décision de sa reconstruction est prise[13].

Concernant le reste du département :
- ce même décret permet la poursuite de l'ensemencement favorisant la fixation des dunes en Aquitaine et de l'entretien de la route vers Bayonne[10] ;
- le creusement et l'aménagement des ports fluviaux de Peyrehorade et de Saint-Esprit, de nos jours un quartier de Bayonne mais à cette époque, une commune indépendante des Landes[11] ;
- le projet de creusement du canal des Landes unissant l'Adour et la Garonne en passant par la Midouze à Mont-de-Marsan et la Douze à Roquefort ne se fera pas et celui de l'assèchement du marais d'Orx ne sera réalisé que sous Napoléon III[10].

Quelques semaines après son passage à Mont-de-Marsan, Napoléon Ier anoblit Jean-Baptiste Papin le 8 mai 1808, avec le titre de comte de Saint-Christau, du nom d'un quartier de Benquet où ce dernier possède un château et un important domaine foncier. A son retour d'Espagne en 1809, Napoléon fait à nouveau une halte à Mont-de-Marsan où il se renseigne sur l'avancée des travaux ordonnés.

### Séjour de Joséphine de Beauharnais
Le 26 avril 1808, l'impératrice Joséphine fait à son tour étape à Mont-de-Marsan sur la route qui la conduit auprès de son mari à Bayonne. Partie de Bordeaux le matin, elle arrive à 21 heures dans le chef-lieu des Landes, où elle est accueillie par une foule venue nombreuse l'acclamer et par un protocole de circonstance : ville illuminée, arc de triomphe, cloches, salves d'artillerie. Comme Napoléon, elle loge à l'hôtel Papin, où elle dîne avec le préfet et la fille du sénateur Papin. Après avoir reçu toutes les autorités locales, elle repart dès le lendemain matin à 6 heures.

## Aire de stationnement
L'actuel parking Dulamon est aménagé sur terrain rectangulaire de 1374 m² appartenant à la commune. Il est ainsi dénommé par décision du conseil municipal du 21 décembre 2006. Son emprise associe deux anciennes parcelles limitrophes distinctes : 
- n° 18 rue Armand-Dulamon (côté est), se trouvait « la maison Fort », entreprise de crèmerie, créatrice des « Madeleines montoises » ;
- n° 20 et 22 (côté ouest), prédédemment occupé par l'hôtel Papin, était le siège de l'Étoile Sportive Montoise, plus ancien club sportif de la ville, créé en 1897 (en arrière de ce bâtiment au n°39, se situait le gymnase de cette association, donnant sur la rue Maubec)[1].

Préalablement aux travaux d'aménagement, une opération d'archéologie préventive permet de trouver des céramiques, mettant en évidence une succession de trois périodes d'occupation du site, depuis la fin de l'Âge du bronze jusqu'au Moyen Âge central, se décomposant ainsi :
- occupation agraire primitive, suivie d'un abandon ;
- puis un habitat au début de notre ère, suivi d'un nouvel abandon ;
- une réoccupation à partir du XIIe siècle, au moment de la fondation de Mont-de-Marsan[1].

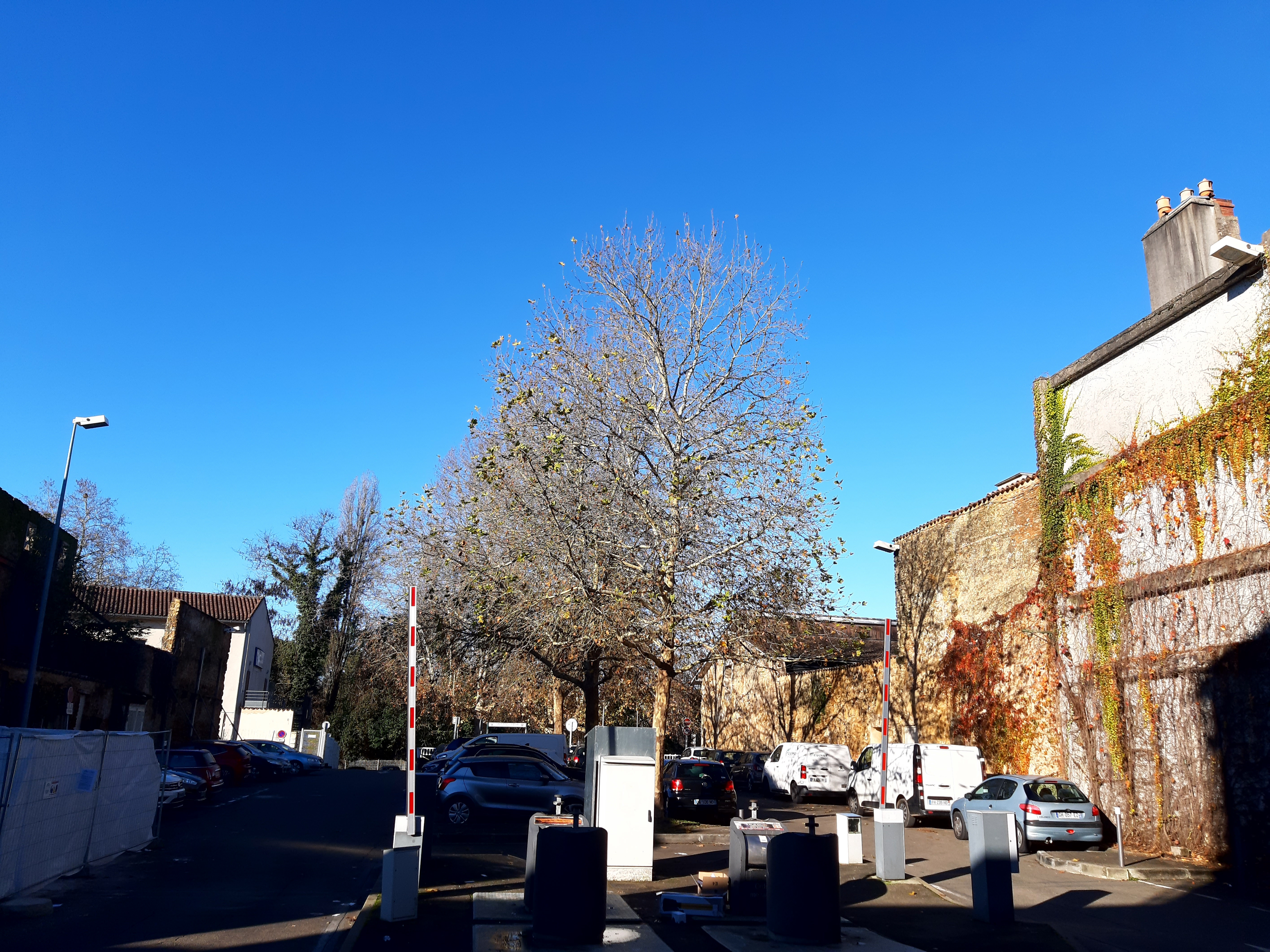
Parking Dulamon, occupant actuellement l'emplacement de l'ancien hôtel Papin